# 日米映画
日米映画株式会社（にちべいえいが-）は、かつて東京に存在した日本の映画会社である。初期の日本テレビ放送網、末期の新東宝と組み、自社で製作した映画を劇場公開・テレビ放映したことで知られる企業である。

## データ
- 所在地 : 東京都中央区銀座東8-4 全国燃料会館[1]（現在の銀座8-12-15）
- 代表取締役 : 佐生正三郎[1]

## 略歴・概要
1953年（昭和28年）6月、佐生正三郎が設立し、代表取締役社長に就任した。佐生は、第二次世界大戦前に東宝の営業部長を務め、戦後、新東宝映画製作所が1948年（昭和23年）4月25日に株式会社新東宝として正式に発足した際に、初代の代表取締役社長に就任した人物であり、「配給の神様」と呼ばれていた。新東宝を1953年2月まで務め、辞任後4か月で設立した会社である。
1954年（昭和29年）、新東宝の時代劇に出演していた大谷友右衛門（のちの四代目中村雀右衛門）を主演、大映京都撮影所出身の若杉光夫を監督に山手樹一郎原作の『和蘭囃子』を映画化、94分の長篇劇映画として製作、新東宝が同年10月19日に公開している。同年、藤間城太郎（のちの六代目中村東蔵）を主役に起用、京都の宝プロダクションが解散して新東宝にいた萩原章を監督に吉川英治原作の『神州天馬侠』を映画化、31分 - 42分の中篇劇映画として全4作を製作、新東宝が配給して同年の12月28日から翌1955年（昭和30年）1月にかけて4週連続で公開した。同年、劇団民藝と製作を提携し、戦前の松竹大船撮影所出身の蛭川伊勢夫を監督に現代劇の長篇劇映画『東京の空の下には』を製作、当時劇団民藝と提携していた日活が配給し、同月28日に公開している。
1953年（昭和28年）に製作会社・テレビ映画を設立した今村貞雄とは企画・製作で提携、これらの作品は、目黒区芳窪町（現在の東が丘）にあった今村のテレビ映画撮影所（旧・ラジオ映画撮影所）をレンタルして製作された。当時は五社協定があり、俳優のキャスティングには日活がそうであったように劇団民藝等と提携する必要があった。
1952年（昭和27年）に設立されて翌年放送を開始した日本テレビ放送網と、1957年（昭和32年）に製作と放映で提携、新東宝とは配給で提携して、1時間もの程度のテレビ映画を製作、日本テレビで放映した数日後に映画館で公開するというスキームを開発した。第1作は、近代映画協会設立メンバーでありフリーランス的にどの会社の作品にも出演する殿山泰司を主演に、大映京都撮影所出身で浅野プロダクションを立ち上げた浅野辰雄を監督に、樫原一郎『白い粉の闇』を映画化、32分の中篇劇映画『麻薬街の殺人』を製作、同年11月20日に22時15分-22時45分の枠でテレビ放映され、3日後の11月23日から劇場公開された。このフィルムノワールのシリーズは単発のテレビ映画として1959年（昭和34年）2月、1作目の助監督で同シリーズの脚本を多く手がけた西沢治監督の『女の決闘』まで10作続いた。
1959年（昭和34年）には、日絆薬品工業（現在のニチバン）の提供で、連続もの30分もののテレビ映画『矢車剣之助』の製作を開始する。同作は、堀江卓の同名のマンガを原作に、当時15歳の手塚茂夫（のちの手塚しげお）を主役に抜擢、のちに『暴れん坊将軍』シリーズの監督として知られるようになる荒井岱志と、新東宝の助監督で前年に『消えた私立探偵』の監督に抜擢した中村純一の2人を監督に起用、同年5月15日に放映を開始した。毎週金曜日18時15分-18時45分の枠での児童向けの剣戟映画は大いに受け、1961年（昭和36年）2月3日まで全91回が放映された。新東宝は同作の放映終了を前後して倒産した。
1963年（昭和38年）には、歌手の村田英雄を主演に中川信夫監督の長篇劇映画『男の嵐』をスコープサイズ（松竹グランドスコープ）で製作、松竹の配給で同年8月28日に公開された。同作以降の同社の活動は不明だが、1964年（昭和39年）には存在していた。
大映が配給したニュース映画『毎日NBCテレビニュース』を東日興業から引き継いで製作、それが終刊する1952年（昭和27年）4月に理研映画社に合併されて新理研映画社を形成した日米映画社とは無関係である。

## フィルモグラフィ
- 『和蘭囃子』 : 監督若杉光夫、1954年 - 配給 新東宝
- 『神州天馬侠 第一部 武田伊奈丸』 : 原作吉川英治、監督萩原章、1954年 - 配給 新東宝

- 『神州天馬侠 第二部 幻術百鬼』 : 原作吉川英治、監督萩原章、1955年 - 配給 新東宝
- 『神州天馬侠 第三部 火ごま水ごま』 : 原作吉川英治、監督萩原章、1955年 - 配給 新東宝
- 『神州天馬侠 第四部 天動地変』 : 原作吉川英治、監督萩原章、1955年 - 配給 新東宝
- 『東京の空の下には』 : 監督蛭川伊勢夫、1955年 - 共同製作 劇団民藝、配給 日活

- 『歌う島倉千代子』 : 監督不明、短篇、1957年 - 共同製作 コロムビア、配給 新東宝
- 『麻薬街の殺人』 : 監督浅野辰雄、1957年 - 共同製作 日本テレビ、配給 新東宝

- 『殺人と拳銃』 : 監督浅野辰雄、1958年 - 共同製作 日本テレビ、配給 新東宝
- 『野獣群』 : 監督浅野辰雄、1958年 - 共同製作 日本テレビ、配給 新東宝
- 『犯罪地帯を探せ』 : 監督森園忠、1958年 - 共同製作 日本テレビ、配給 新東宝
- 『群衆の中の殺人』 : 監督中川順夫、1958年 - 共同製作 日本テレビ、配給 新東宝
- 『強奪された拳銃』 : 監督木元健太、1958年 - 共同製作 日本テレビ、配給 新東宝
- 『消えた私立探偵』 : 監督中村純一、1958年 - 共同製作 日本テレビ、配給 新東宝
- 『脱衣室の殺人』 : 監督沢賢介、1958年 - 共同製作 日本テレビ、配給 新東宝

- 『悪魔と拳銃』 : 監督高見貞衛、1959年 - 共同製作 日本テレビ、配給 新東宝
- 『女の決闘』 : 監督西沢治、1959年 - 共同製作 日本テレビ、配給 新東宝
- 『恐怖の罠』 : 監督野村浩将、1959年 - 配給 新東宝
- 『殺人魔の接吻』 : 監督斎村和彦、1959年 - 配給 新東宝
- 『美しくなる為に』 : 監督橋田寿久年、1959年 - 企画 資生堂、配給 大映
- 『矢車剣之助』全91回 : 監督荒井岱志 / 中村純一、1959年 - 1961年 - 放映 日本テレビ

- 『男の嵐』 : 監督中川信夫、1963年 - 配給 松竹

## 註
1. 1 2 3  『映画年鑑1964』、時事映画通信社、1964年。
2. 1 2 3  『キネマ旬報』第315号、キネマ旬報社、1962年、p.96.
3. ↑  『映画年鑑1956』、時事映画通信社、1956年、p.214.
4. ↑  『キネマ旬報年鑑』、黒甕社、1954年、p.103.
5. ↑  テレビドラマデータベース、「麻薬街の殺人」の項、2009年11月15日閲覧。
6. ↑  麻薬街の殺人、日本映画データベース、2009年11月15日閲覧。
7. 1 2 3  テレビドラマデータベース、「矢車剣之助」の項、2009年11月15日閲覧。
8. ↑  男の嵐、日本映画データベース、2009年11月15日閲覧。